# Helmut Castritius
Helmut Castritius (* 4. Juli 1941 in Darmstadt-Arheilgen; † 12. September 2019 ebenda) war ein deutscher Althistoriker. Er lehrte von 1974 bis 2004 als Professor für Alte Geschichte an der TU Braunschweig.

## Leben und Wirken
Helmut Castritius besuchte das traditionsreiche humanistische Ludwig-Georgs-Gymnasium in Darmstadt. Er studierte Lateinische Philologie, Geschichte und Provinzialrömische Archäologie. Er wurde 1968 an der Universität Frankfurt am Main mit einer Arbeit über den römischen Kaiser Maximinus Daia promoviert. Von 1966 bis 1972 wirkte er als Assistent an der Universität Marburg. Gleichzeitig nahm er einen Lehrauftrag an der Technischen Universität Darmstadt wahr. 1972 wechselte er in derselben Eigenschaft an die Universität Düsseldorf, 1973 als Akademischer Rat an die Universität Bochum, wo er 1974 zum Akademischen Oberrat ernannt wurde. Seine Habilitation erreichte er dort mit der Schrift Der römische Prinzipat als Republik. Die Arbeit wurde 1982 publiziert und sorgte in der Fachwelt für ebenso viel Aufsehen wie Ablehnung, da sich die große Mehrheit der Forscher der Kernthese, Augustus habe die Römische Republik nicht nur de iure, sondern auch de facto wiederhergestellt, nicht anschließen mochte.
Castritius wirkte ab 1974 als Wissenschaftlicher Rat und ab 1978 als C3-Professor für Alte Geschichte an der TU Braunschweig. 2004 trat er in den Ruhestand; die Professur für Alte Geschichte wurde aus dem Etat gestrichen und erst 2018 wieder neu besetzt. Von 2008 bis 2011 übernahm Castritius an der TU Darmstadt Lehraufträge zur Geschichte des Altertums und des Frühmittelalters. Er wirkte zudem lange Jahre im Denkmalbeirat der Stadt Darmstadt.
Seine Forschungsschwerpunkte waren die Verfassungsgeschichte der Prinzipatszeit und der Spätantike, die Ethnogenese der Stämme in der Völkerwanderungszeit und die jüdisch-nichtjüdische Beziehungsgeschichte. Er verfasste zahlreiche Artikel im Reallexikon der Germanischen Altertumskunde und legte 2007 ein Überblickswerk zu den Vandalen vor. Die bis dahin letzte vergleichbare Abhandlung stammte von Hans-Joachim Diesner von 1966. Castritius verfasste auch den Artikel Wandalen im Reallexikon der Germanischen Altertumskunde. Er war aktives Mitglied des Breuberg-Bundes und forschte dort unter anderem zur Arnheiter Kapelle und zu römerzeitlichen Funden des Odenwaldes.
Castritius gilt als einer der Pioniere der seit den späten siebziger Jahren neu konstituierten Forschung in der Bundesrepublik Deutschland zur Geschichte der Juden. Er wurde Mitherausgeber der Schriftenreihe Forschungen zur Geschichte der Juden. Er war Beiratsmitglied für die Zeitschrift Aschkenas. Für diese Zeitschrift hat er nicht nur Beiträge begutachtet, sondern auch eigene Aufsätze beigesteuert. Im Jahr 1998 erschien in Aschkenas ein Aufsatz zur Konkurrenzsituation zwischen Judentum und Christentum in der spätrömisch-frühbyzantinischen Welt. Er legte zahlreiche weitere Veröffentlichungen zur jüdischen Geschichte in der Antike vor. Ein Handbuchbeitrag zur Gesamtgeschichte der Juden in der Antike erschien 1992. Er veröffentlichte 1994 einen Beitrag zum jüdisch-alexandrinischen Bürgerkrieg unter Caligula. Auf dem 12. Weltkongress für Jüdische Studien in Jerusalem hielt er einen Vortrag zur Konkurrenz zwischen Christentum und Judentum. Der Beitrag wurde im Jahr 2000 veröffentlicht.
Castritius starb am 12. September 2019 im Alter von 78 Jahren nach kurzer, schwerer Krankheit. Er wurde am 23. September 2019 auf dem Arheilger Friedhof bestattet.

## Schriften (Auswahl)
- Studien zu Maximinus Daia (= Frankfurter althistorische Studien. Band 2). Lassleben, Kallmünz 1969 (zugleich: Dissertation, Universität Frankfurt am Main 1969).
- Der römische Prinzipat als Republik (= Historische Studien. H. 439). Matthiesen, Husum 1982, ISBN 3-7868-1439-2.
- als Herausgeber mit Gustav Ineichen und Silvia Switalski: Karl-Hermann Körner: „Kolumbus und die Karibik“. Mit einer Würdigung von Person und wissenschaftlicher Leistung sowie einem Schriftenverzeichnis (= Braunschweiger Universitätsreden. Bd. 6, ZDB-ID 2397904-5). Technische Universität Braunschweig – Pressestelle, Braunschweig 1993.
- Die Vandalen. Etappen einer Spurensuche (= Kohlhammer-Urban-Taschenbücher. Bd. 605). Kohlhammer, Stuttgart 2007, ISBN 978-3-17-018870-9.